# لامپهنن
لامپهنن (به انگلیسی: Lumphanan) یک روستا در بریتانیا است که در آبردین‌شایر واقع شده‌است. لامپهنن ۵۵۵ نفر جمعیت دارد.